# Allium yosemitense
Allium yosemitense — вид трав'янистих рослин родини амарилісові (Amaryllidaceae), ендемік Каліфорнії (пд. Сьєрра-Невада), США.

## Опис
Цибулин 1–12+, яйцюваті, 2–3 × 1.5–2 см; зовнішні оболонки містять 1 або більше цибулин, коричневі, перетинчасті; внутрішні оболонки білі. Листки, як правило, опадають зі стеблиною, в'януть від кінчика в період цвітіння, 2; листові пластини плоскі або дуже широко жолобчасті, 15–40 см × 2–18 мм, краї цілі. Стеблина зазвичай утворює розламний шар і опадає з листям після дозрівання насіння, одиночна, прямостійна, циліндрична, 6–23 см × 1–3 мм. Зонтик стійкий, прямостійний, компактний, 20–100-квітковий, від кулястого до півсферичного, цибулинки невідомі. Квіти дзвінчасті, 7–15 мм; листочки оцвітини прямостійні, від білих до рожевих з більш темними серединними жилками, лінійно-довгасті, ± рівні, краї цілі, верхівки гострі. Пиляки жовті або пурпурові; пилок жовтий. Насіннєвий покрив тьмяний. 2n = 14.
Період цвітіння: травень — червень.

## Поширення
Ендемік Каліфорнії (пд. Сьєрра-Невада), США.
Населяє вологий ґрунт уздовж тріщин та меж великих метаморфічних відслонень; під охороною; 800–2200 м.